# Víctor Emiliano Villegas Suclupe
Víctor Emiliano Villegas Suclupe OAR (ur. 9 lutego 1967 w Lambayeque) – peruwiański duchowny rzymskokatolicki, prałat terytorialny Chota od 2022.

## Życiorys
Święcenia kapłańskie przyjął 22 marca 2003 w zakonie augustianów rekolektów. Pracował w parafiach i kolegiach zakonnych w Limie oraz w Chota. W latach 2018–2022 był wikariuszem zakonnej prowincji.
2 lipca 2022 papież Franciszek mianował go ordynariuszem prałatury terytorialnej Chota. Sakry udzielił mu 15 października 2022 kardynał José Luis Lacunza.